# Bandera de Segovia
La bandera de Segovia es el símbolo más importante de esta ciudad, situada en Castilla y León, España. 

## Descripción
Según el Reglamento de Protocolo, Honores y Distinciones del Excelentísmo Ayuntamiento de Segovia, aprobado por el Pleno del Ayuntamiento en sesión extraordinaria del 26 de diciembre de 1963, y posteriormente por el Ministerio de la Gobernación el 30 de noviembre de 1965, establecía, que el color de la bandera de la Ciudad de Segovia era raso morado. Así se mantuvo a lo largo de los años, hasta los 80, en que apareció la bandera de la Ciudad de Segovia, raso azul celeste, con el escudo en el centro, en contradicción con el Reglamento de Protocolo de 1965.
El Reglamento de Protocolo, Honores y Distinciones del Ayuntamiento de Segovia, publicado en el Boletín Oficial de la Provincia de Segovia del 15 de abril de 2011, señala en su artículo 3, que la Bandera de la Muy Noble y Muy Leal  Ciudad de Segovia es de color raso azul celeste. 

«La bandera de la ciudad de Segovia será de raso azul celeste, de forma rectangular (proporción 2:3), con el escudo de Segovia en el centro bordado en sus colores.»
Boletín Oficial de la Provincia de Segovia nº 45/2011